# NGC 1369
NGC 1369 je galaksija u zviježđu Kemijska peć.

## Vanjske poveznice
- SEDS: NGC 1369